# 중뇌변연계 경로

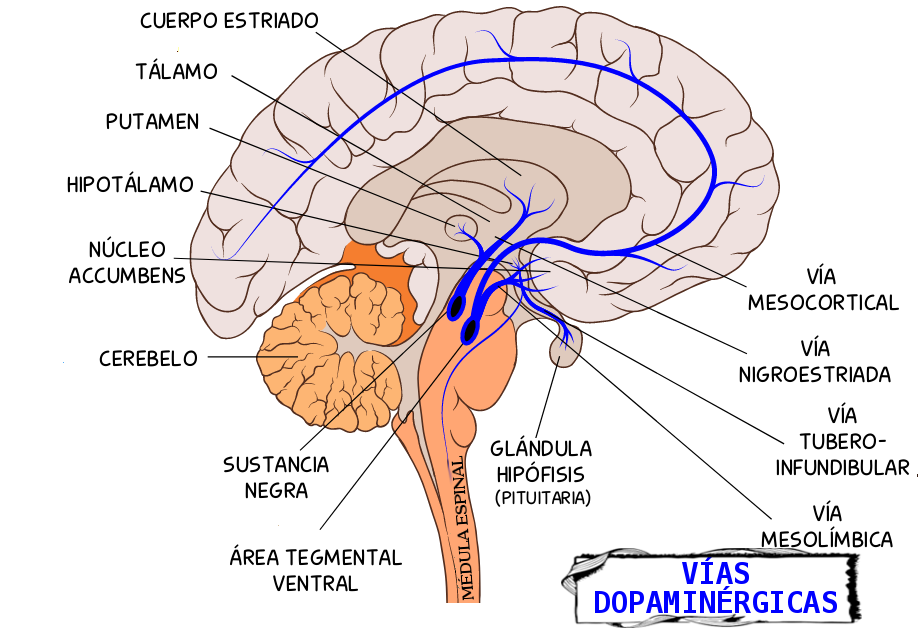

중뇌-변연계 경로(영어: mesolimbic pathway) 또는 보상 경로(영어: reward pathway)는 뇌의 도파민 경로 중 하나이다. 중뇌의 배쪽 피개부와 전뇌 기저핵의 배쪽 선조체를 연결한다. 배쪽 선조체에는 기댐핵과 후각결절 등이 포함된다.
중뇌-변연계 경로에서 기댐핵으로의 도파민 분비는 유인적 현저성(incentive salience, 보상 자극에 대한 동기와 욕구)을 조절하고 강화와 보상에 관련된 운동 기능 학습을 촉진한다. 또한 주관적인 쾌감의 인식에도 영향을 줄 가능성이 있다. 중뇌-변연계 경로 및 그에 연결된 기댐핵 신경세포의 조절곤란은 탐닉의 형성과 유지에 중요한 역할을 한다.

## 구조

중뇌-변연계 경로와 다른 도파민 경로의 위치

중뇌-변연계 경로는 배쪽 피개부(VTA)에서 뻗어나와 기댐핵(NAcc)과 후각결절을 포함하는 배쪽 선조체로 가는 도파민신경세포들의 모임이다. 뇌자극보상을 매개하는 신경 경로들의 모임인 안쪽앞뇌다발에 속한다.
중뇌에 위치한 배쪽 피개부는 도파민·GABA·글루탐산 신경세포들로 이루어져 있다. 이 부위의 도파민신경세포는 대뇌다리교뇌핵과 등가쪽 피개핵의 콜린성신경세포로부터 자극을 전달받고, 전전두엽 등 다른 부위의 글루탐산신경세포로부터도 자극을 받는다. 배쪽 선조체에 위치한 기댐핵과 후각결절은 주로 중간크기 가시뉴런(MSN)으로 이루어져 있다. 기댐핵은 각각 변연기능과 운동기능에 관련된 NAcc 껍질(NAcc shell)과 NAcc 핵심(NAcc core)의 두 부분으로 나뉜다. 기댐핵의 중간크기 가시뉴런은 배쪽 피개부의 도파민신경세포와 해마·편도체·안쪽전전두엽의 글루탐산신경세포로부터 자극을 전달받는다. 이러한 자극을 받고 활성화된 중간크기 가시뉴런은 배쪽 창백핵으로 GABA를 분비한다.

## 기능
중뇌-변연계 경로는 유인적 현저성, 동기부여, 강화학습, 공포 등등 여러 인지 과정을 조절한다.
중뇌-변연계 경로는 동기 부여의 인지에 관여한다. 이 경로에 도파민이 고갈되거나 그 시작 부위에 병변이 생기면, 동물이 보상을 얻으려 행동하는 정도가 줄어든다. 예를 들어 쥐가 니코틴 정맥 주입을 받으려고 손잡이를 누르는 횟수나 먹이를 찾으러 돌아다니는 시간이 감소하는 것을 관찰할 수 있다. 도파민성 약물은 동물이 보상을 얻으려 행동하는 정도를 증가시킬 수 있다. 나아가, 보상을 기대하는 동안에는 중뇌-변연계 경로 신경세포의 발화율이 증가하는데, 이는 갈망(craving)의 기전에 대한 설명이 될 수 있다. 과거에 중뇌-변연계 경로의 도파민 분비는 쾌감의 주된 매개체로 생각되었으나, 현재는 쾌감의 지각에 있어 중뇌-변연계의 역할은 부차적일 뿐이라고 여겨진다.

## 임상적 중요성

### 탐닉 기전
중뇌-변연계 경로와 그 출력을 받는 특정 종류의 신경세포(예: 기댐핵의 D1-유형 중간크기 가시뉴런)은 탐닉의 신경생물학에서 핵심 역할을 한다. 약물 탐닉은 습관적 약물 사용에 따른 뇌 신경회로의 화학적 변화 때문에 생기는 병이다. 코카인, 알코올, 니코틴 등 흔히 접할 수 있는 중독성 물질은 중뇌-변연계 경로, 특히 기댐핵에서 세포외 도파민 농도를 높이는 것으로 드러났다. 그 기전은 약물의 유형에 따라 다르다. 예를 들어 코카인은 시냅스전 도파민 전달체를 차단하여 시냅스 도파민의 재흡수를 막는다. 또다른 자극제인 암페타민은 시냅스소포의 도파민 분비를 촉진한다. 자극제가 아닌 약물의 경우 리간드 개폐 통로나 G 단백질 연결 수용체와 결합하는 경우가 많은데, 알코올, 니코틴, 테트라하이드로카나비놀(THC) 등이 그 예이다.
이처럼 중뇌-변연계 경로가 활성화되어 도파민을 분비하면 보상을 인지하게 된다. 이렇게 형성된 자극과 보상의 연결은 소거에 저항성이 있으며, 보상을 준 행동을 똑같이 반복하려는 동기의 정도를 높인다.
2017년의 한 연구는 감정적·신체적·성적 학대와 부정적 생애사건은 코카인에 대한 변연계의 높은 반응 수준과 상관관계가 있다고 보고했다. 즉, 학대를 경험한 사람은 코카인 등 약물 사용에 빠지기 쉬운 뇌 신경회로를 가질 확률이 더 높다는 것이다.

### 신경 및 심리 장애와의 관계
중뇌-변연계 경로는 조현병, 우울증, 파킨슨병과 관련이 있다. 또 전자 매체 과용에도 관련돼 있다는 주장이 있다. 각각의 장애는 중뇌-변연계의 서로 다른 구조적 변화를 동반한다.

## 다른 도파민 경로
- 중뇌-피질 경로
- 흑색질-선조체 경로
- 결절-누두체 경로

## 같이 보기
- 항정신병제제
- 지연성 운동장애
- 내성 (약물)
- 금단 증상